# Korg M1

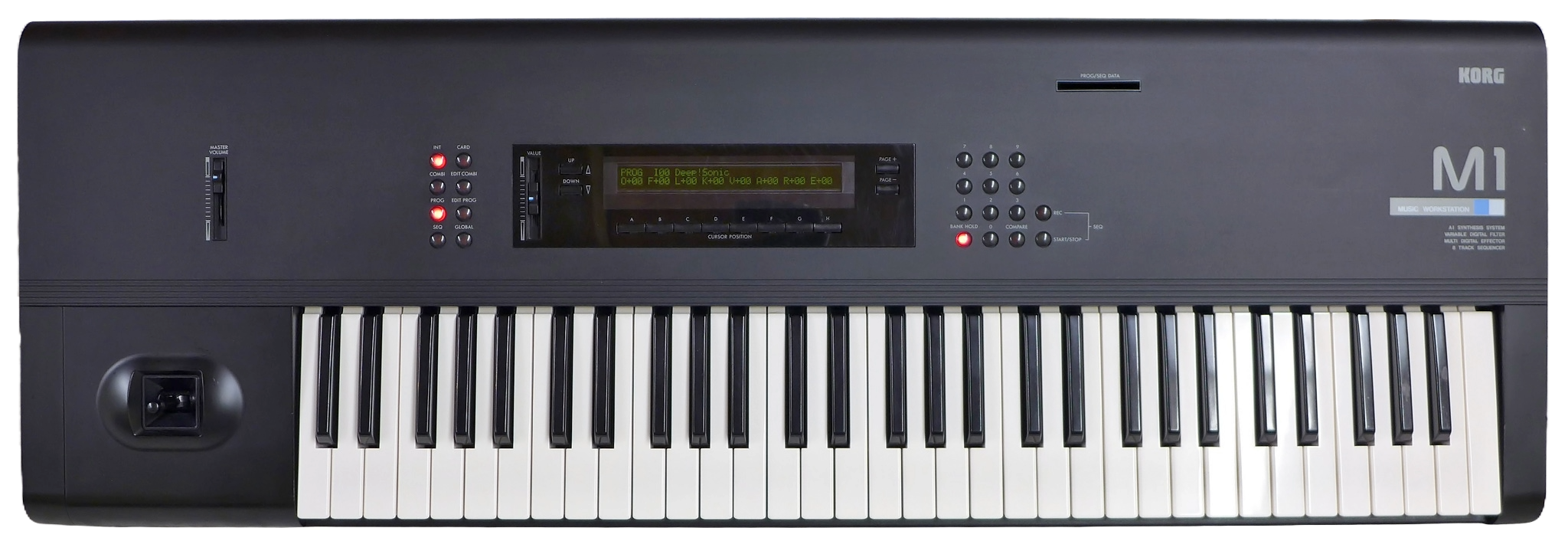
Korg M1

O Korg M1 é um sintetizador do tipo Workstation que foi fabricado pela Korg de 1988 a 1995. Ultrapassando as vendas dos modelos Yamaha DX7 e Roland D-50, o Korg M1 se tornou o teclado do tipo workstation mais vendido no mundo, tendo vendido aproximadamente 250.000 unidades . Os presets de piano e órgão foram bastante utilizados na House Music dos anos 90, começando com a canção Vogue, da cantora Madonna.

## Desenvolvimento
O hardware do Korg M1 foi desenvolvido por uma equipe de engenheiros liderada por Junichi Ikeuchi, que já havia trabalhado nos projetos dos sintetizadores Korg DW-8000 e DSS-1. O fundador e presidente da Korg, Tsutomu Katoh, e seu filho, Seiki, decidiram que o instrumento deveria ser enviado com os mesmos sons de fábrica, independentemente de seu destino. Antes era comum que os fabricantes enviassem seus novos sintetizadores e samplers com sons pertinentes a países específicos. 
Para isto, a Korg montou uma equipe internacional para desenvolver os sons do M1. Fizeram parte do time Jack Hotop, o principal programador de som da Korg e Peter Schwartz, um compositor, tecladista, programador, e diretor musical que havia trabalhado com artistas como David Bowie, Cher, Enya, Madonna e Pet Shop Boys. Também fizeram parte do desenvolvimento Athan Billias, Ben Dowling, Robby Kilgore, Jim Bescher, Michael Geisel, e Michele Paciulli.

## Características

### Sistema de Síntese AI
A Korg denominou o sistema de síntese utilizado no M1 como AI Synthesis, traduzido literalmente como sistema de síntese integrado avançado. É um processo de síntese totalmente digital, o que permite maior qualidade de som, uma vez que não há perdas durante o processamento do sinal. O sistema de síntese AI é dividido em quatro estágios: Sound Data, VDF (filtro variável), VDA (amplificador variável) e efeitos.

#### Sound Data Section
A Seção Sound Data é o primeiro estágio da Síntese AI. Este estágio é composto pelo banco de dados de som (Sound Data Bank) e osciladores. Diferente dos osciladores encontrados nos sintetizadores analógicos convencionais, que são responsáveis pela geração do som, as formas de onda se encontram armazenadas na base de dados de som, em uma memória ROM de 4Mb (2 Mword), e são endereçadas aos osciladores 1 e 2. Ao todo estão armazenados 144 sons PCM na memória, 44 destes som de bateria e percussão.

#### VDF Section
O VDF é um filtro desenvolvido pela Korg e aplicado pela primeira vez no M1. Sendo um filtro digital, este faz o processamento digital do sinal vindo dos osciladores, porém mantendo a riqueza e qualidade de um filtro analógico convencional. O VDF tem três parâmetros principais de controle da filtragem do som:
- VDF Cutoff - ajusta a frequência de corte do filtro;
- VDF EG intensity - controla a intensidade em que o VDF EG afeta a frequência de corte;
- VDF EG (Gerador de Envelope) - é o gerador de envelope que controla a variação da frequência de corte no tempo.

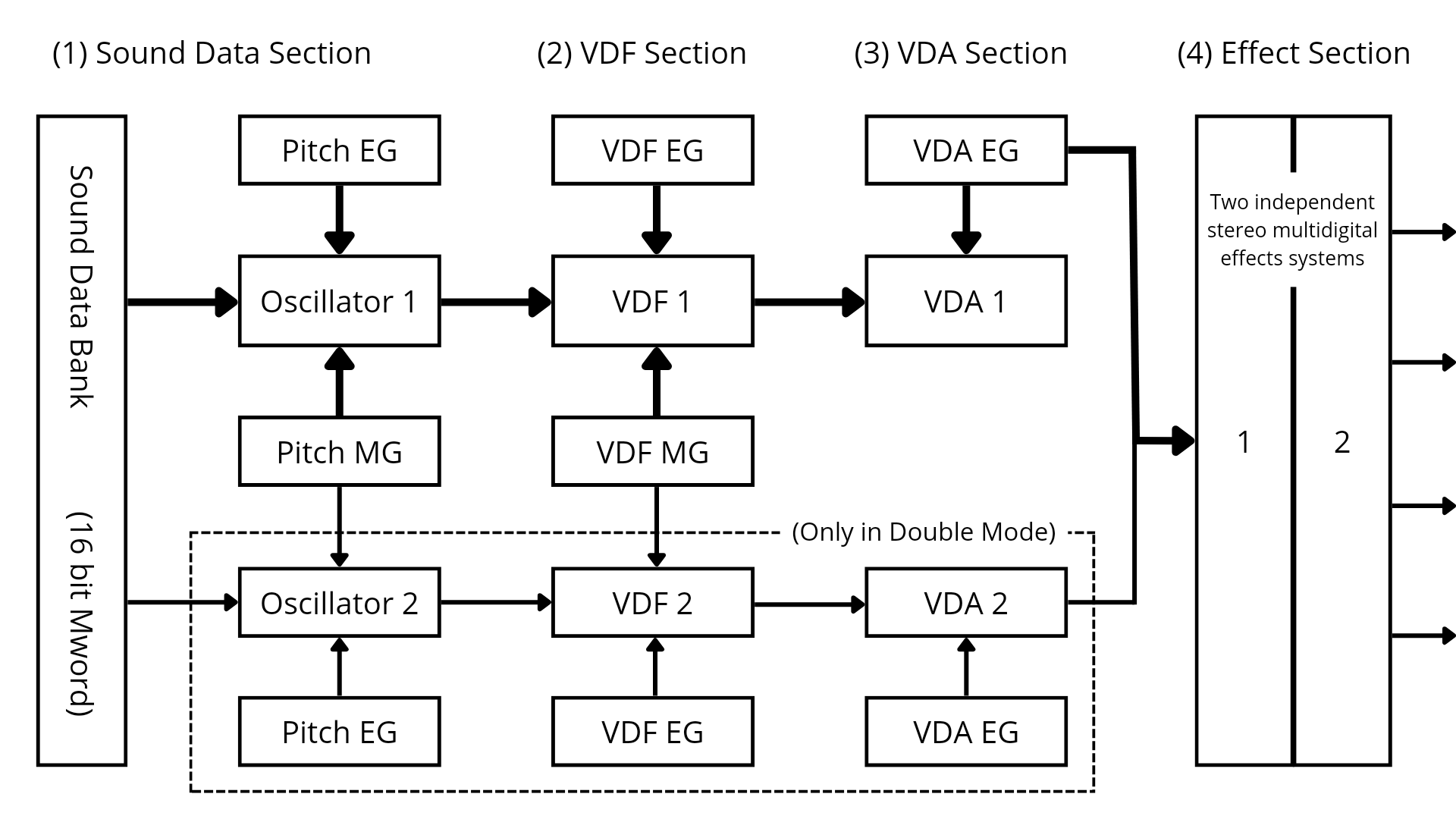
Diagrama de blocos Síntese AI

O M1 oferece a capacidade de combinar até oito programas (patches) para tocar simultaneamente em várias zonas do teclado. Este arranjo é chamado de "Combi", e permitiu a montagem de sons mais complexos. A estação de trabalho apresentava meios minimalistas de ser controlada, incluindo um visor LCD, teclas programáveis, um controle deslizante de dados, botões de entrada de dados, e um joystick de 4 vias. O joystick combinou duas fontes de modulação e pitch bend: esquerda / direita ajusta pitch bend, se emite um controlador MIDI mensagens, e para baixo emite controlador MIDI duas mensagens. 
Internamente, o Korg M1 contém dois osciladores digitais e um banco de memórias que guarda parte da onda de som modulada pelo oscilador. Ao total 
o equipamento apresenta 16 osciladores simples, ao qual poderiam se produzir 16 notas polifônicas, ou 8 osciladores duplos, onde se poderiam produzir até 8 notas polifônicas
Grande parte dos sons artificiais, produzidos pelo teclado, se tornaram famosos e foram muito utilizados ao longo dos anos em casas de músicas eletrônicas, nos anos 90, denominados "Piano16" and "Organ2."

## Versões
Após o lançamento do M1, a Korg desenvolveu a versão para rack de 19 polegadas no formato 2U, o M1R, que foi fabricado até 1992, três anos antes do encerramento da produção do modelo principal.
Em 1990, a Korg produziu o M1R EX, uma versão expandida do M1R, com 16 MB de samples 16 bits da série T e um cartão ROM contendo 100 programas, 100 combinações e 44 sons de bateria. O EXK‑M1 e EXK‑M1R eram kits de expansão de memória ROM para atualizar o M1 e M1R com sons da série T. Em 1989 a Korg lançou o M3R, uma versão mais enxuta para rack 1U, que não possui o sequenciador interno.

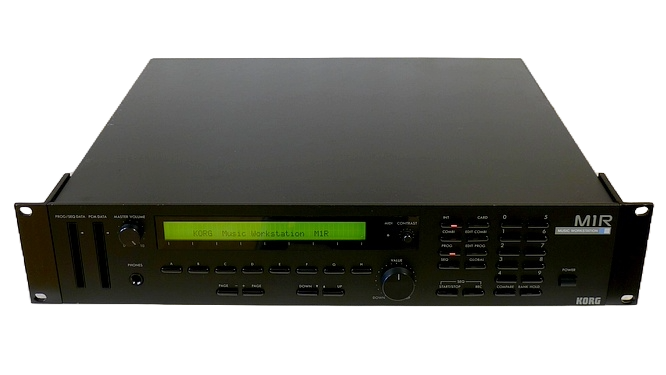
Módulo Korg M1R

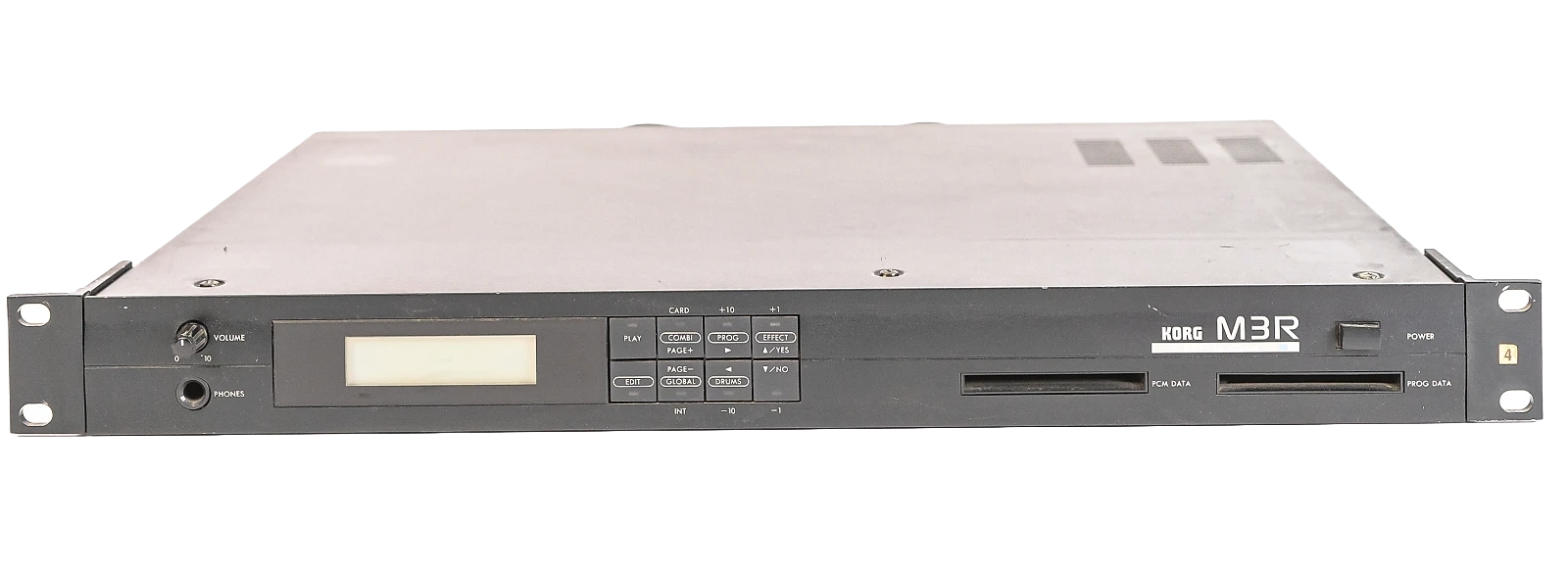
Korg M3R

## Utilizadores notáveis
- Orchestral Manoeuvres in the Dark
- Daz Dillinger
- 808 State
- Banco De Gaia
- Bruce Hornsby
- Jerry Garcia
- Enigma
- Ken Ishii
- Death in June
- Vince Clarke
- Fluke
- Bradley Joseph
- The Cure
- Quincy Jones (no álbum Back on the Block)
- Snap! (piano de Rhythm Is a Dancer)
- The Orb
- Aerosmith
- The KLF
- Plastikman
- Bomb The Bass
- Gary Numan
- Terre Thaemlitz
- Robert Miles
- Craig Burrows

- Mike Oldfield
- Kitaro
- Queen (no álbum Innuendo)
- Dream Theater
- Rick Wakeman
- Depeche Mode
- Celebrate the Nun
- Pet Shop Boys
- Vangelis
- Jean-Michel Jarre
- Jodie Christian
- The Cranberries
- Mike Barson
- Madonna
- Joe Zawinul
- Jon Lord
- Bon Iver
- Olivier Gröll
- IC 434
- Jan Hammer
- Jonathan Wolff